# 新达尔科维奇农村居民点
新达尔科维奇农村居民点（俄语：Новодарковичское сельское поселение）是俄罗斯联邦布良斯克州布良斯克区所属的一个农村居民点。其下辖有6个居民点，行政中心为新达尔科维奇。据2015年统计，该农村居民点的人口为3852人。